# Julstock

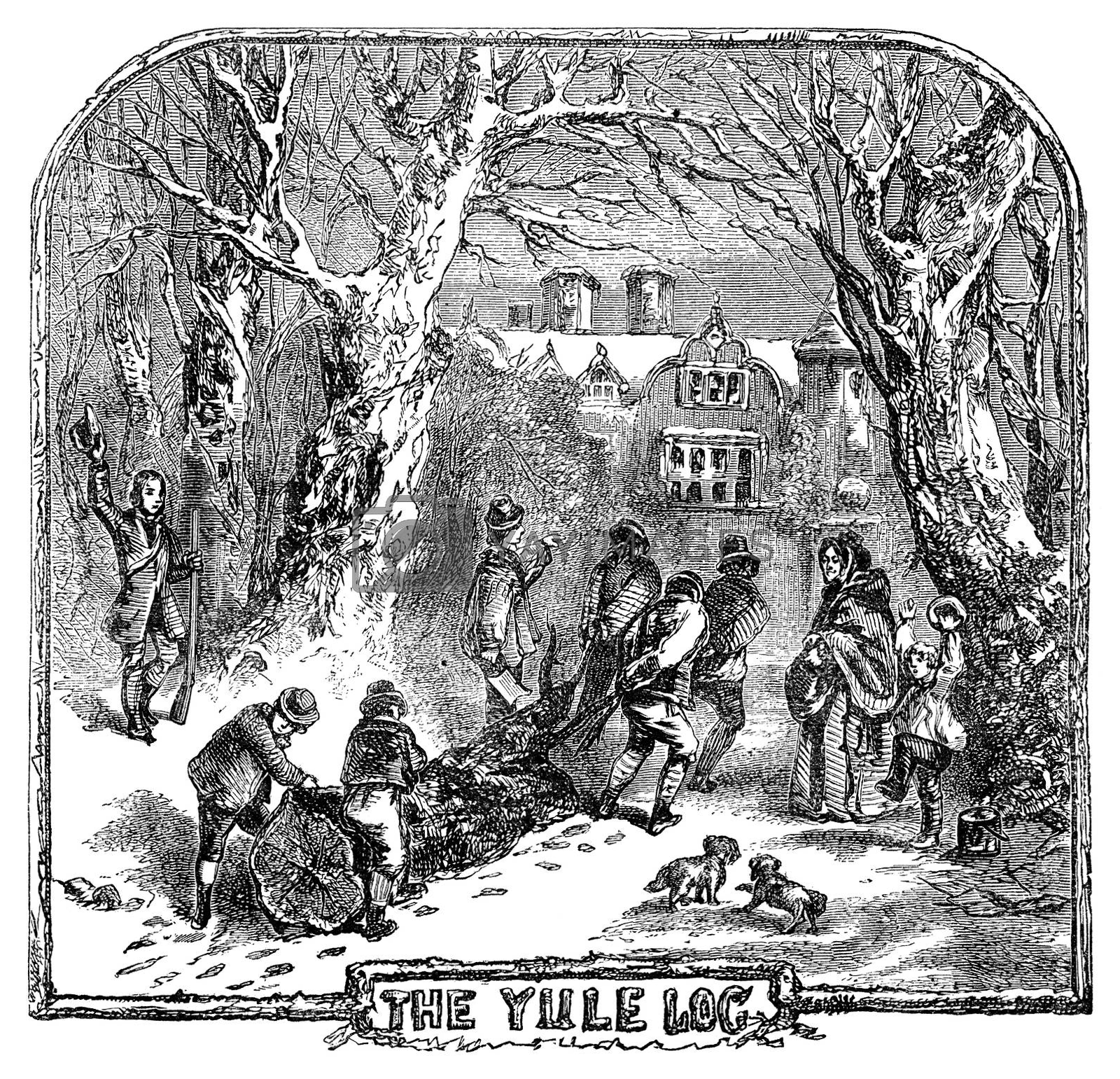
En teckning från Chambers Book of Days (1864) av den skotske författaren Robert Chambers, "The Yule log" (på svenska: "Julstocken"; av eng: yule = jul och log = stock).

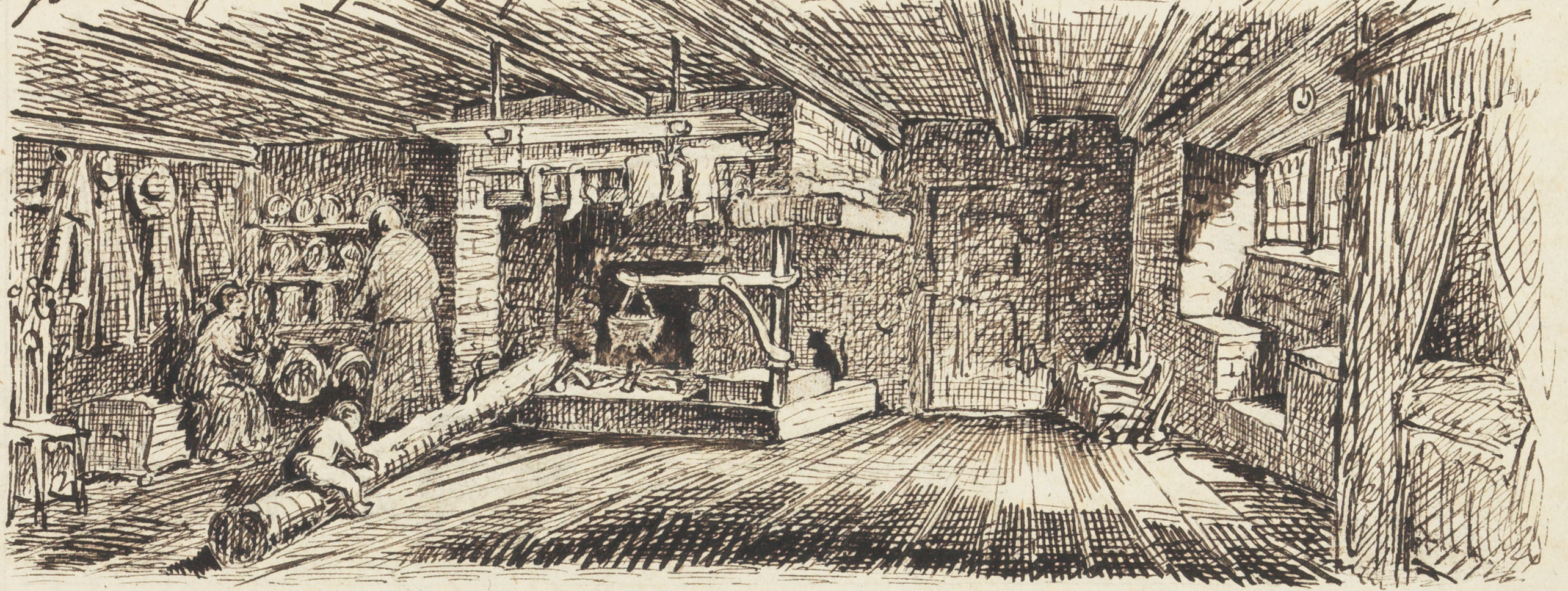
En "gräupacke", spispacke, julstock, i en stuga i Gotland. Efter teckning från före 1887 ur Gottländska samlingar av Pehr Arvid Säve.

Julstock eller julkubb (även julkubbe) är en särskilt utvald vedstock eller stor vedkubb som eldas upp under julen. Att bränna en julstock i en öppen spis eller någon annan typ av härd är en äldre folklig sedvänja eller tradition från olika delar av Europa, vars mening förutom värme också tillskrivits olika föreställningar inom folktro. Olika regionala varianter finns och om ursprung och relation dem emellan finns olika teorier. En del folklorister har framfört teorier om att julstock som betydelsebärande inom folktro har gamla rötter, kanske från förkristet firande av vintersolståndet, men kritiker har menat att det är spekulationer som det inte finns bevis för och att förfarandet att bränna en särskilt utvald julstock som en betydelsebärande jultradition är något som uppstått senare (medeltiden eller tidigmodern tid). I engelspråkiga skriftliga källor finns "julstock" omnämnt från 1600-talet (först som Christmas log; senare även som Yule log). I samtiden är förfarandet i sin äldre betydelse att elda upp en särskilt utvald vedstock som en jultradition inte längre vanligt, men i vissa trakter finns gamla lokala seder relaterade till julstockar kvar, som traditionen cacho fio i Provence i Frankrike. En orsak till försvinnandet av förfarandet antas vara dess opraktiskhet när allmogens bostäder blev mer moderna, något som bland annat innebar att man inte längre behövde bygga de typer av stora öppna eldstäder som förr behövdes inomhus för att hålla värmen och som medgav uppeldning av stora vedstockar.